# Fribourg Olympic Basket
Pour les articles homonymes, voir Olympic.
 (août 2022).
Si vous disposez d'ouvrages ou d'articles de référence ou si vous connaissez des sites web de qualité traitant du thème abordé ici, merci de compléter l'article en donnant les références utiles à sa vérifiabilité et en les liant à la section « Notes et références ».
Maillots
Le Fribourg Olympic Basket (anciennement Benetton Fribourg Olympic) est un club suisse de basket-ball, basé dans la ville de Fribourg. Il évolue depuis 1955 en première division suisse (LNA). Fribourg Olympic a dans son contingent, une Académie de basket qui joue en deuxième division (LNB).
Fribourg Olympic détient le plus grand palmarès du basketball suisse. Il a notamment marqué son histoire en réalisant le premier triplé, Coupe de la Ligue - Coupe de Suisse - Championnat, au terme de la saison 2006-2007. Il a également remporté quatre fois d'affilée la Coupe de la Ligue entre 2007 et 2010, et six fois le championnat suisse entre 2018 et 2024 (aucun titre en 2020 en raison du covid-19).

## Historique
Le basket arrive en 1935 sur les bords de la Sarine, sous les couleurs du CAF (Club athlétique de Fribourg). Par la suite, deux clubs voient le jour, le Fribourg Basket en 1947 suivi par l'Olympic Basket en 1949. Une rude et impitoyable concurrence s'installe entre eux pour la suprématie en ville de Fribourg, jusqu'en 1955 où l'Olympic est promu et prend ses quartiers en 1re division. Le 27 avril 1961, les deux clubs fusionnent pour former Fribourg Olympic.

## Palmarès

### En championnat
- Champion de Suisse : 22[2]
  - 1966, 1971, 1973, 1974, 1978, 1979, 1981, 1982, 1985, 1992, 1997, 1998, 1999, 2007, 2008, 2016, 2018, 2019, 2021, 2022, 2023, 2024.

- Vice-champion de Suisse : 17
  - 1965, 1967, 1968, 1976, 1977, 1979, 1983, 1989, 1994, 1995, 1996, 2002, 2003, 2004, 2010, 2011, 2014.

### En Coupe nationale
- Vainqueur de la Coupe de Suisse : 12[3]
  - 1967, 1976, 1978, 1997, 1998, 2007, 2016, 2018, 2019, 2022, 2023, 2024.

- Vainqueur de la Coupe de la Ligue : 9[4]
  - 2007, 2008, 2009, 2010, 2018, 2020, 2022, 2024, 2025

- Vainqueur de la SuperCup : 5[5]
  - 2016, 2020, 2021, 2022, 2024.

### En Europe
- Participation aux Coupes d'Europe :
  - 1966, 1971, 1973, 1974, 1982, 1985, 1986, 1989, 1998, 1999, 2000, 2001, 2003, 2004, 2007, 2008, 2018, 2019
- Participation à la Coupe ULEB lors de la saison 2007-2008 (3 victoires / 7 défaites)
- Participation à l'EuroChallenge lors de la saison 2008-2009 (1 victoire / 5 défaites)

## Effectif actuel
| \| # \| Prénom Nom \| Nat. \| Né le \| Taille \| P. \| \| -- \| ----------------------- \| ---- \| ---------------- \| ------ \| ------- \| \| 2 \| Eric Nottage \| \| 10 décembre 1994 \| 1,89 m \| 1, 2 \| \| 3 \| Ross Williams \| \| 17 juillet 2000 \| 1,78 m \| 1, 2 \| \| 5 \| Matteo Smith \| \| 31 décembre 2004 \| 2,01 m \| 4 \| \| 6 \| Jonathan Kazadi \| \| 9 juin 1991 \| 1,95 m \| 1, 2 \| \| 7 \| Ugo Dassin \| \| 30 mars 2003 \| 1,87 m \| 1 \| \| 8 \| Chimezie Offurum \| \| 21 mai 2000 \| 2,02 m \| 3, 4, 5 \| \| 12 \| Massimiliano Dell'Acqua \| \| 12 juin 2003 \| 1,96 m \| 1 \| \| 13 \| Killian Martin \| \| 3 avril 1998 \| 2,04 m \| 3, 4 \| \| 14 \| Cheikh Sané \| \| 4 mai 1992 \| 2,07 m \| 5 \| \| 20 \| Arnaud Cotture \| \| 9 août 1995 \| 2,03 m \| 4, 5 \| \| 23 \| Xavier Green \| \| \| \| \| \| 24 \| Roberto Kovac \| \| 2 mai 1990 \| 1,90 m \| 2, 3 \| \| 99 \| Natan Jurkovitz \| \| 4 avril 1995 \| 2,02 \| 3, 4, 5 \| | - Thibaut Petit - Aner Levron - Emerson Thomas |      |                  |        |         |
| # | Prénom Nom                                     | Nat. | Né le            | Taille | P.      |
| 2 | Eric Nottage                                   |      | 10 décembre 1994 | 1,89 m | 1, 2    |
| 3 | Ross Williams                                  |      | 17 juillet 2000  | 1,78 m | 1, 2    |
| 5 | Matteo Smith                                   |      | 31 décembre 2004 | 2,01 m | 4       |
| 6 | Jonathan Kazadi                                |      | 9 juin 1991      | 1,95 m | 1, 2    |
| 7 | Ugo Dassin                                     |      | 30 mars 2003     | 1,87 m | 1       |
| 8 | Chimezie Offurum                               |      | 21 mai 2000      | 2,02 m | 3, 4, 5 |
| 12 | Massimiliano Dell'Acqua                        |      | 12 juin 2003     | 1,96 m | 1       |
| 13 | Killian Martin                                 |      | 3 avril 1998     | 2,04 m | 3, 4    |
| 14 | Cheikh Sané                                    |      | 4 mai 1992       | 2,07 m | 5       |
| 20 | Arnaud Cotture                                 |      | 9 août 1995      | 2,03 m | 4, 5    |
| 23 | Xavier Green                                   |      |                  |        |         |
| 24 | Roberto Kovac                                  |      | 2 mai 1990       | 1,90 m | 2, 3    |
| 99 | Natan Jurkovitz                                |      | 4 avril 1995     | 2,02   | 3, 4, 5 |

## Personnes emblématiques du club
- Harold Mrazek
- Erroyl Bing
- Norris Bell
- John Best
- Duško Ivanović
- Damien Leyrolles

## Entraîneurs successifs
- 1972-1977 :  Celestín Mrázek
- 1983-1985 :  Celestín Mrázek
- 1988-1992 :  Joe Whelton
- 1992-1993 :  Celestín Mrázek et  Kurt Eicher
- 1993-1995 :  Vladimir Karati
- 1995-1999 :  Duško Ivanović
- 1999-2001 :  Ken Scalabroni puis  Milutin Nikolić
- 2001-2005 :  Patrick Koller
- 2005-2013 :  Damien Leyrolles
- 2013-2023 :  /  Petar Aleksic[6]
- 2023- :  Thibaut Petit